# Oberlungwitz
Oberlungwitz es un municipio situado en el distrito de Zwickau, en el estado federado de Sajonia (Alemania), a una altitud de 350 metros. Su población a finales de 2016 era de unos 6000 habitantes y su densidad poblacional, 400 hab/km².